# هیولایی فرا می‌خواند (فیلم)
هیولایی فرا می‌خواند (به انگلیسی: A Monster Calls) فیلمی در ژانر فانتزی تاریک محصول مشترک آمریکا و اسپانیا و به کارگردانی خوان آنتونیو بایونا است. فیلمنامه بر اساس رمانی با همین نام که در سال ۲۰۱۱ توسط پاتریک نس نوشته شده‌است به نگارش درآمده و خود پاتریک نس این وظیفه را بر عهده داشته‌است. لوئیس مک دوگال، لیام نیسون، فلیسیتی جونز، سیگورنی ویور، توبی کبل و جرالدین چاپلین در این فیلم هنرنمایی کرده‌اند.
هیولایی فرا می‌خواند برای اولین بار در ۱۰ سپتامبر ۲۰۱۶ در جشنواره فیلم تورنتو ۲۰۱۶ نمایش داده شد. این فیلم بعداً در ۷ اکتبر ۲۰۱۶ در اسپانیا اکران شد و در انگلستان در تاریخ ۱ ژانویه ۲۰۱۷ به نمایش درآمد. در ایالات متحده آمریکا فیلم به صورت محدود در ۲۳ دسامبر ۲۰۱۶ انتشار یافت که منتهی به انتشار گسترده آن در ۶ ژانویه ۲۰۱۷ شد اما با این حال به عنوان فیلمی مستقل و خارج از بدنه اصلی هالیوود از آن استقبال گرمی شد. بیشتر فروش فیلم مربوط به کشور اسپانیا می‌باشد. هیولایی فرا می‌خواند با استقبال منتقدان رو به رو شد و نقدهای ستایش آمیزی دریافت کرد. هیولایی فرا می‌خواند در سال ۲۰۱۷ چندین جایزه گویا برد و یکی از پر افتخارترین فیلم‌های تاریخ این جوایز محسوب می‌شود. فیلم در دوزاده رشته نامزد شد و توانست ۹ جایزه از جمله جایزه بهترین کارگردانی برای بایونا و بهترین موسیقی را بدست بیاورد. همچنین هیولایی فرا می‌خواند موفق شد جایزه امپایر بهترین فیلم فانتزی را نیز در سال ۲۰۱۷ بدست آورد. این فیلم در تمام دنیا ۴۵٫۶ میلیون دلار فروش کرد.

## داستان
کانر اوملی (لوئیس مک‌دوگال) پسربچه‌ای تنها و غمگین و منزوی است که زندگیش با مشکلات ریز و درشت بسیاری گره خورده‌است. پدر و مادر او از هم طلاق گرفته‌اند و مادرش مدتی است که به سرطان مبتلا شده‌است. کانر بخاطر عجیب بودن و متفاوت بودنش مدام در مدرسه اذیت می‌شود و از قلدرها کتک می‌خورد. تنها سرگرمی کانر فقط نقاشی کشیدن است که استعداد ذاتی آن را از مادرش به ارث برده‌است. بعد از مدتی کانر برای خلاص شدن از این وضعیت اسفناک در ذهن خود هیولایی مخوف به شکل یک درخت خلق می‌کند که هر شب در ساعت ۱۲:۰۷ دقیقه نیمه شب به دیدنش می‌آید و به کانر می‌گوید که می‌خواهد برایش سه داستان واقعی تعریف کند. گرچه این ملاقات‌های شبانه و عجیب ابتدا یک ترفند ذهنی برای فرار از مشکلات شخصی کانر به نظر می‌رسد اما طولی نمی‌کشد که کانر دربارهٔ هویت واقعی درخت غول پیکر و اتفاقات تلخی که برای مادرش افتاده‌است دچار شک می‌شود و با خود فکر می‌کند که شاید این رؤیای به ظاهر عجیب واقعیتی عجیب تر باشد.

## بازیگران
- لوئیس مک دوگال در نقش کانر
- لیام نیسون در نقش صداپیشه هیولا
- فلیسیتی جونز در نقش مادر کانر
- سیگورنی ویور در نقش مادربزرگ
- توبی کبل در نقش پدر کانر
- جرالدین چاپلین در نقش سرپرست معلمان
- جیمز مرویل در نقش هری
- لیلی رز آسلاندوگدو در نقش لی‌لی، همکلاسی کانر
- واندا اوپالینسکا در نقش پرستار زن

## ساخت
در ۵ مارس ۲۰۱۴ شرکت فوکس فیچرز حق فیلم را به مبلغ ۲۰ میلیون دلار خریداری کرد.
در ۲۳ آوریل ۲۰۱۴ فلیسیتی جونز برای نقش مادر پسر به فیلم ملحق شد و در ۸ مه لیام نیسون برای ایفای نقش هیولا به گروه ملحق شد. در ۱۸ اوت سیگورنی ویور برای نقش مادر بزرگ پسر به فیلم پیوست و در ۱۹ اوت توبی کبل هم به فیلم ملحق شد. در سوم سپتامبر نویسنده فیلم (نس) توئیت زد که لوییس مک دوگال نقش اول را عهده‌دار خواهد شد. در ۳۰ سپتامبر هم جرالدین چاپلین به فیلم پیوست.

## فیلم‌برداری
در ۳۰ سپتامبر ۲۰۱۴ «مؤسسه تصویربرداری رئیس» در اسپانیا و انگلیس شروع به فیلم‌برداری کرد. در ۹ اکتبر فیلم‌برداری در منچستر و پریستون انجام شد.

### انتشار
برنامه‌ریزی برای انتشار هیولایی فرا می‌خواند در ابتدا در اکتبر ۲۰۱۶ انجام شده‌است. اما بعدها اکران فیلم به علت جلوگیری از رقابت با فیلم‌هایی نظیر جک‌ریچر: هرگز بازنگرد، بوو! یک هالووین مدیایی، ویجا: خاستگاه شیطان و چشم‌وهم‌چشمی به تعویق افتاد. در نهایت فیلم به صورت اکران محدود در تاریخ ۲۳ دسامبر ۲۰۱۶ در ایالات متحده اکران شد و قرار است در ۶ ژانویه ۲۰۱۷ به صورت گسترده به نمایش درآید.

## بازخورد

### باکس آفیس
هیولایی فرا می‌خواند ۳٫۷ میلیون دلار در ایالات متحده و کانادا و ۴۱٫۹ میلیون دلار در بقیه کشورهای دنیا فروش کرد، که در مجموع ۴۵٫۶ میلیون دلار در تمام دنیا به فروش رفته‌است. در مقابل بودجه تولید این فیلم ۴۳ میلیون دلار بوده‌است.
در آمریکای شمالی، فیلم انتشار گسترده خود را همراه با جهان زیرین: جنگ‌های خونین و فراگیری ارقام پنهان و شیر شروع کرد و انتظار می‌رفت در آخر هفته به مبلغ ۱۰ میلیون دلار در ۱۵۲۳ سینما دست یابد. به هر حال، با فروختن تنها ۶۵۹ هزار دلار در روز اول میزان فروش آخر هفته به ۲ میلیون دلار تنزل کرد که با افزایش نهایی آن در جایگاه سیزدهم باکس آفیس قرار گرفت. در هفته دوم از انتشار گسترده آن، فیلم ۵۳۷٬۲۶۲ هزار دلار فروش کرد و ۷۴٫۲٪ کاهش فروش داشت. در هفته سوم با در اختیار داشتن تنها ۴۲ سالن سینما، ۱۹٫۰۸۰ هزار دلار فروخت.

### واکنش منتقدان
راتن تومیتوز به فیلم امتیاز ۸۷٪ را داد که بر مبنای رأی ۲۲۲ نقد بود و هم چنین میانگین امتیاز ۷٫۶/۱۰. اجماع منتقدان سایت می‌گوید «هیولایی فرا می‌خواند محتاطانه بر مضمون تاریکی و عناصر تخیلی متوارن است تا به یک محتوای جذاب و غیر رایج در میان انبوه آثار ژانر مناسب سن خاص دست یابد». در متاکریتیک فیلم میانگین ۷۶ از ۱۰۰ را بر پایه رأی ۴۰ منتقد دارد که «نظرات عموماً مطلوب» اند. مخاطبین در نظرسنجی سینما اسکور به فیلم نمره A را در مقیاس +A تا F دادند.